# Knut Agathon Wallenberg
Knut Agathon (K. A.) Wallenberg (19. maj 1853 i Stockholm – 1. juni 1938 i Stockholm) var en svensk bankmand og politiker, søn til bankmanden og politikeren André Oscar Wallenberg (1816–86) og Catharina Wilhelmina Andersson (død 1855), og gift 1878 med Alice Nickelsen (1858–1956).
Knut Agathon Wallenberg donerede 1903, efter et forslag fra erhvervsfolk indenfor svensk erhvervsliv, en stor sum penge til etableringen af en handelshøjskole i Stockholm. Pengene anvendtes af den i 1906 etablerede Handelshögskoleföreningen til i 1909 at etablere Handelshögskolan i Stockholm.
Knut Wallenberg var Sveriges udenrigsminister 1914–17, riksdagsmedlem af första kammaren 1907–19, medlem af Stockholms stadsfullmäktige 1883–1914. Sammen med sin hustru skabte han 1917 Knut og Alice Wallenbergs Fond.
Knut Agathon Wallenberg var bestyrelsesformand for pensionskassen Alectas bestyrelse (överstyrelse) i årene 1916 til 1938.
Han anses som grundlæggeren af samfundet Saltsjöbaden, og var en af initiativtagerne og finansiel bagmand til Stockholms stadshus.
K. A. Wallenberg indvalgtes 1928 som medlem nummer 822 af Kungliga Vetenskapsakademien.
Ægteparret Wallenberg hviler i en dertil særskilt indrettet krypt i Uppenbarelsekyrkan i Saltsjöbaden, hvis opførsel K.A. Wallenberg finansierede.